# 矢萩喜從郎
矢萩 喜從郎（やはぎ きじゅうろう、1952年2月25日 - ）は、日本の芸術家、デザイナー、建築家、写真家。

## 経歴
東京学芸大学卒業、桑沢デザイン研究所卒業、早稲田大学大学院理工学研究科修士課程修了。グラフィック、エディトリアル、サインをはじめとするデザイン領域から、写真、アート、彫刻、建築、椅子・家具、照明、評論、出版等を手がける。慶應義塾大学理工学部非常勤講師（2003年-2019年）、早稲田大学非常勤講師（2015年-2021年）を務めた。

## 受賞歴
- 1978年　ベルトルト・ブレヒト生誕80周年国際ポスターコンペティション入賞
- 1980年　ワルシャワ国際ポスタービエンナーレ特別賞
- 1988年　原弘賞
- 1990年　ワルシャワ国際ポスタービエンナーレ金賞
- 1995年　桑澤賞
- 1995年　講談社出版文化賞ブックデザイン賞
- 1999年　イドロスカーロ都市公園国際アイデアコンペティション入賞
- 1999年　勝見勝賞
- 2003年　千葉県建築文化賞（建築文化奨励賞）
- 2008年　神奈川県建築コンクール奨励賞
- 2014年　全国カタログ展：松永賞（審査員特別賞）受賞

## アート作品

### 写真
- 『HIDDEN JAPAN─自然に潜む日本』（株式会社竹中工務店/六耀社/1993年）
- 『VENT NOUVEAU ヴァン ヌーボ』（インド編/1994年、チュニジア編/日清紡/1996年）
- 「Kijuro Yahagi/「日本の自然」─CONTAX CALENDAR 1995」
- 『眼差しの記憶』（CCGA現代グラフィックアートセンター/2002年）
- 『TURKANA』（ケニア最小民族エル・モロ族/日清紡/1998年）
- 『Central America 中央アメリカの光と影』（株式会社竹尾/2004年）
- 『INFLUENTIAL』（中央アメリカ/日清紡/2004年）

### 彫刻
- 《仮想境界面/物体》（金属/2006年）
- 《重力の記憶》（稲田石/2007年）
- 《ポリフォニー・ポイント》（稲田石/北海道東川町/2008年）
- 《時間と記憶》（稲田石/北海道東川町/2008年）
- 《仮想境界面/物体（Ⅰ、Ⅱ、Ⅲ、Ⅳ）》（金属/コンカード横浜/2008年）

### キネティック・アート
- 《Flickscape》（「矢萩喜從郎 《Flickscape》「回転体で現われるVISION」展」/21立体作品/金属/銀座松屋/1983年）

### ミラー・アート
- 《Cube Dance》（円錐形金属鏡面＋六色面立方体/銀座松屋/1981年）
- 《Flying Scape》（銀座1丁目から8丁目の球体鏡飛行［全長6m作品］/1982年/銀座松屋/目黒区美術館パーマネントコレクション）

### ドローイング
- 《無双窓》（1983–84年）

### コンセプチュアル・アート
- 《Shot by a Sight》（5作品/ 1988年）
- 《Events presented themselves to me in their logical sequence.》（10作品/1989年）
- 《to the best of one's memory》（8連作/1990年）
- 《Perceiving by sight》（5作品/1992年）
- 《thin-skinned》（6作品/1993年）
- 《One's Point of View》（10作品/1994年）
- 《Hidden Accumulated Vision》（10作品/1998年）
- 《View Points of Intersection》（10作品/1999年）
- 《Existence Appearance through Insight》（5作品/2000年）
- 《視触 Perceiving a View》（2002年）
- 《視弾（眼）》（2002年）
- 《視弾の記憶［Ⅰ、Ⅱ］》（2002年）
- 《Magnetic Vision》（100作品/2009年）
- 《The Space of Magnetic Vision》（10作品/2014年）
- 《Fragment》（2作品/2020年）
- 《Universe》（2作品/2020年）
- 《Mirage on Mirage》（10作品/2023年）

### 映像作品
- 《Flickscape》（1983年）
- 《人間とロボット展》（フランス、パリ日本文化会館、2003年）

### インスタレーション
- 《Peerless Black and White「比類なきVISION」》［立体］、《Peerless Black and White：Highway》［陸橋道路面アート］（「自然、ひと、対話」展/玉川高島屋SC/1984年）
- 《SIZZLING LIVES》（都営地下鉄大江戸線春日駅/1999年）
- 《CROSSING HEARTS》（大野秀敏との共作/都営地下鉄大江戸線本郷三丁目駅/2000年）
- 《Perceiving by Sight》（IC PROJECT/仮囲いアート/大阪/2007年）
- 「メディエーションズ・ビエンナーレ」（《インスタレーション（仮想境界面/物体）》/ポーランド、ポズナン城文化センター/2010年）

## 展示
- 「イメージミラーⅡ」（《Shot by a sight》5作品/G7 GALLERY/ 1988年）
- 「矢萩喜從郎展」（《Events presented themselves to me in their logical sequence.》10作品含む展覧会/ggg/1989年）
- 「イメージミラーⅢ」（《to the best of one's memory》8連作/アクシスギャラリー/1990年）
- 「イメージミラーⅣ」（《Perceiving by sight》5作品/アシクスギャラリー、サントリーモルツクラブ巡回/1992年）
- 「アジア・アート・ビエンナーレ・バングラデシュ」（《Shot by a sight》写真作品「1067×1510mm」/約100作品/バングラデシュ、オスマニー・メモリアル・ホール/1993年）
- 「ワルシャワ国際ポスタービエンナーレ金賞受賞者展」（ワルシャワ、クルリカルニア宮殿/1994年）
- 「現代日本デザイン展」（《One's Point of View》］写真作品「1067×1510mm」/約100作品/韓国国立現代美術館、1994年）
- 《One's Point of View》（8作品/「デザインフォーラム」/銀座松屋/1994年）
- 「Kijuro Yahagi─CONTAX CALENDAR 1995」展（銀座コンタックスサロン/1995年）
- 「矢萩喜從郎展」（《View Points of Intersection》10作品含む展覧会/ggg/1999年）
- 「HIDDEN JAPAN」展（『HIDDEN JAPAN─自然に潜む日本』1993年に出版された写真集から写真80数作品が選ばれ、国際交流基金海外プログラムで1999年から14年間、67ヵ国、97都市（103会場）の世界巡回展、その後、展示全作品、神奈川県立近代美術館パーマネントコレクション/1913年）
- 「勝見勝賞受賞者展［矢萩喜從郎展］」（《Existence Appearance through Insight》5作品含む展覧会/銀座松屋デザインギャラリー/2000年）
- 「ポスター芸術の革命 ロシア・アヴァンギャルド展/ Ruki Matsumoto Collection」（《ロシア・アヴァンギャルド、オマージュポスター》7作品/東京都庭園美術館/2001年）
- 「矢萩喜從郎展［視触、視弾、そして眼差しの記憶］」（CCGA現代グラフィックアートセンター/2002年）
- 「Central America 中央アメリカの光と影」展（株式会社竹尾/2004年）
- 「矢萩喜從郎の彫刻」展（《仮想境界面/物体》/金属/ヒルサイドフォーラム/2006年）
- 「矢萩喜從郎の椅子」展（椅子7種/東京デザインセンター/2007年）
- 「矢萩喜從郎の家具」展（スツール「IIIS」/テーブル「IIIT」/ヒルサイドフォーラム/2008年）
- 「矢萩喜從郎展」（《Magnetic Vision》100作品/ggg/2009年）
- 「矢萩喜從郎の建築」展（日本建築学会/講演会、イベント、企画プロデュース兼/2010年）
- 「矢萩喜從郎 新しく世界に関与する方法」（神奈川県立近代美術館 葉山/2021–22年）等

## グラフィックデザイン

### アプライド・ポスター
- アプライド・ポスター：斬られの仙太（竹内スタジオ/1978年）
- ベルトルト・ブレヒト生誕80周年記念展（株式会社キジュウロウヤハギ/1978年）
- Kijuro 展/ギャラリー412（株式会社キジュウロウヤハギ/1978年）
- 若木唯一ギターリサイタル（若木唯一/1978年）
- 行為と創造=現代美術からの啓示（国際交流基金/1982年）
- ヨーゼフ・ボイス その思想と芸術を語る（国際交流基金/1982年）
- 現代美術における写真（東京国立近代美術館/1983年）
- 第7回「自然・ひと・対話」展（FC玉川高島屋/1983年）
- from: to 宝仙学園短期大学 生活芸術科 卒業制作展（宝仙学園短期大学/1984年）
- 囁きと闇 菊谷独演ポスター（株式会社キジュウロウヤハギ/1984年）
- 「'85涸沼・土の光景」（”’85涸沼・土の光景"委員会/1985年）
- 現代デザインの展望（東京国立近代美術館/1985年）
- Close-up of Japan（三井グループ/1985年）
- ビアホール  ハートランド（キリンビール/1986年）
- ベン・シャーン展（伊勢丹/1991年）
- Tokyo Tower Project展（東京タワープロジェクト/1987年）
- スイス現代美術家滞在 90 日展」（目黒区美術館/1987年）
- 日本の伝統パッケージ展（目黒区美術館/1988年）
- ロシアのこころ・イコン展（目黒区美術館/1992年）
- ヤニス・クネリス（ ICA International Contemporary Arts, Nagoya/1987年）
- マリオ・メルツ展（ICA International Contemporary Arts, Nagoya/1988年）
- 河原温展「反復と対立」（ICA International Contemporary Arts, Nagoya/1989年）
- 札幌芸術の森美術館（札幌芸術の森美術館/1987年/1988年/1989年）
- 憶えています。あの美術館の空気。（名古屋市美術館/2000年）
- ジョルジュ・ルース展（東京都庭園美術館/2001年）
- NEO-FORMA 1989（NEO-FORMA 1989 実行委員会/1989年）
- ポスター美術の革命、ロシア・アヴァンギャルド展（オールファッションアート研究所/2001年）
- ポスター美術の革命、ロシア・アヴァンギャルド（6点/オールファッションアート研究所/2001年）
- モリサワ（モリサワ/1989年）
- ggg第36回企画展 矢萩喜從郎展（ギンザ・グラフィック・ギャラリー/1989年）
- ggg第159回企画展 矢萩喜從郎展（ギンザ・グラフィック・ギャラリー/1999年）
- ggg第247回企画展 早川良雄（ギンザ・グラフィック・ギャラリー2006年）
- ggg第254回企画展 ワルシャワの風1966-2006（ギンザ・グラフィック・ギャラリー/2007年）
- ggg第275回企画展 矢萩喜從郎展［Magnetic Vision / 新作100点］（ギンザ・グラフィック・ギャラリー/2009年）
- ddd第171回企画展 矢萩喜從郎展［Magnetic Vision / 新作100点］（京都dddギャラリー/2009年）
- ggg第299回企画展 レイモン・サヴィニャック展（ギンザ・グラフィック・ギャラリー/2011年）
- ロトチェンコ展（ギンザ・グラフィック・ギャラリー/2012年）
- ggg第328回企画展 トマシェフスキ展 世界を震わす詩学（ギンザ・グラフィック・ギャラリー/2013年）
- ggg第352回企画展 明日に架ける橋（ギンザ・グラフィック・ギャラリー/2016年）
- ggg第359回企画展 ロマン・チェシレヴィチ（ギンザ・グラフィック・ギャラリー/2017年）
- DNPグラフィックデザイン・アーカイブ収蔵作品展Ⅷ 蔵出し 仲條正義（CCGA現代グラフィックアートセンター/2019年）
- ggg第377回企画展 動きの中の思索―カール・ゲルストナー（ギンザ・グラフィック・ギャラリー/2019年）
- 公益財団法人DNP文化振興財団ポスター（3点/公益財団法人DNP文化振興財団/2017年）
- ベネツィアビエンナーレ、1990、日本 遠藤利克（国際交流基金/1990年）
- ベネツィアビエンナーレ、1990、日本 村岡三郎（国際交流基金/1990年）
- ベネツィアビエンナーレ、1991［1、2］（国際交流基金/1991年）
- アゲインスト・ネーチャー帰国展（国際交流基金/1991年）
- SDレヴュー1991（鹿島/1991年）
- ヨーゼフ・ボイス ポスター・コレクション（3点/川崎市民ミュージアム［試作］/1991年）
- マルセル・デュシャン グラフィックス展（2点/BIGI ART SPACE/1991年）
- アバカノヴィッチ展（水戸芸術館 現代美術ギャラリー/1991年）
- 風刺の毒（埼玉県立近代美術館/1992年）
- ジェームズ・タレル展（埼玉県立近代美術館/1997年）
- ロバート・メイプルソープ展（3点/水戸芸術館 現代美術ギャラリー/1992年）
- ワインレストラン：フロム・ダンス（キリンビール/1992年）
- NOIJECT（3点/勅使河原三郎+カラス/1993年）
- BONES IN PAGES（勅使河原三郎+カラス/1993年）
- DAH-DAH-SKO-DAH-DAH（勅使河原三郎+カラス/1993年）
- ホフマンとウィーン工房展（豊田市美術館/1996年）
- 山本糾（豊田市美術館/2012年）
- 豊田市美術館OPEN（豊田市美術館/1995年）
- MoMA谷口吉生のミュージアム（東京オペラシティアートギャラリー/2005年）
- 「トポスの復権」展1（Resurrection of Topos Project/1995年）
- 「トポスの復権」展2（Resurrection of Topos Project/1996年）
- 「トポスの復権」展3（Resurrection of Topos Project/1997年）
- ［書・築］展（ローカス・デザイン・フォーラム/2012年）
- インターコミュニケーション・センター オープン（NTTインターコミュニケーション・センター/1997年）
- インターコミュニケーション・センター （NTTインターコミュニケーション・センター/1997年/1999年）
- ICCビエンナーレ’99（NTTインターコミュニケーション・センター/1999年）
- ル・コルビュジェと日本（「ル・コルビュジエと日本」国際シンポジウム実行委員会/1997年）
- ビーズ・イン・アフリカ（神奈川県立近代美術館/2012年）
- モホイ=ナジ/イン・モーション（神奈川県立近代美術館/2011年）
- モホイ=ナジ/イン・モーション（2点/DIC川村記念美術館/2011年）
- ネオ・ダダJAPAN 1958-1998（大分市、大分市教育委員会/1998年）
- 第５回国民文化祭・愛媛90（文化庁/1990年）
- レトロスペクティヴ ロベール・ブレッソン（冨田三起子/1999年）
- 第16-25回〈東京の夏〉音楽祭（アリオン音楽財団/2000-2009年）
- ロートレック生誕100年記念展（Musée Towlouse-Lautrec/2001年）
- toward FORUM（2点/東京国際フォーラム/2003年）
- 矢萩喜從郎の彫刻（株式会社キジュウロウヤハギ/2006年）
- 金沢建築館第2回企画展「日本を超えた日本建築」（谷口吉郎・吉生記念 金沢建築館/2020年）
- 矢萩喜從郎 新しい世界に関与する方法（神奈川県立近代美術館 葉山/2021年）
- ggg第386回企画展 ソール・スタインバーグ シニカルな現実世界の変換の試み（ギンザ・グラフィック・ギャラリー/2021年）
- ゲルニカが来た！ 大迫力の8K映像空間（NTTインターコミュニケーション・センター、NHK/2022年）
- ggg第390回企画展 細谷巖 突き抜ける気配 Hosoya Gan-Beyond G（ギンザ・グラフィック・ギャラリー/2022年）
- 8Kだから見えてくる ルーブル美術館 空間を超えた映像アート体験（NTTインターコミュニケーション・センター、NHK/2023年）等

### 書籍・カタログ
- 『VISIONS OF JAPAN』（三冊本の中の一冊/ロンドン、ヴィクトリア・アンド・アルバート美術館/1991年）
- 『アフリカのビーズ展』（カタログ全写真/神奈川県立近代美術館/2012年）等

## 作品集
- 『ある音楽家の秘密のひみつ』（カナダのピアニスト、グレン・グールドのオマージュ絵本/1978年）
- 『KIJURO YAHAGI Selected Works』（株式会社キジュウロウ ヤハギ/1987年）
- 『Passage Kijuro Yahagi 矢萩喜從郎・パサージュ』（朝日新聞社/1999年）
- 『Kijuro YAHAGI Touching Piercing and Tracing with Vision』（CCGA現代グラフィックアートセンター/2002年）
- 『The Sculpture of Kijuro Yahagi─Imaginary Boundary Planes/Objects 矢萩喜從郎の彫刻─仮想境界面/物体』（矢萩喜從郎建築計画/2006年）
- 『矢萩喜從郎』（ggg Books/トランスアート/2002年）
- 『KIJURO YAHAGI Attractive Vision 矢萩喜從郎 アトラクティヴ ヴィジョン』（企画・協力：財団法人DNP文化振興財団/アー・ドゥ・エス・パブリシング/2009年）
- 『矢萩喜從郎 新しく世界に関与する方法』（神奈川県立近代美術館/2021年）

## 建築設計
- 集合住宅《テラス トリコロール》（1995年）
- 《長野オリンピック国際報道センター》（株式会社竹中工務店との共同設計/1997年）
- 住宅《テラス セット カレ》（1998年）
- 住宅《堀内の家》（2000年）
- 住宅《市川の家》（2003年）
- 《コンカード横浜》（2008年）
- 《大成建設ギャラリー・タイセイ》（横浜市/インテリアデザイン/2009年）

## 椅子・家具
WHY NOT?（東京都現代美術館パーマネントコレクション）
- BALLOON/バルーン（2007年）
- BROAD/ブロード（2007年）
- CRESCENT/クレセント（2007年）
- CURRENT/カレント（2007年）
- LEAN/リーン（2007年）
- LINE/ライン（2007年）
- SWEEP/スイープ（2007年）
- 111S（2008年）
- 111T（2008年）

## サイン
- 京都国立近代美術館（1986年）
- TEPIA（1989年）
- ガーデンコート（ホテルニューオータニ/1991年）
- 斎藤茂吉記念館（1992年）
- つくば南１駐車場（住宅都市整備公団/1994年）
- 豊田市美術館（1995年）
- 長岡リリックホール（1996年）
- NTTインターコミュニケーション・センター（1997年）
- 大館樹海ドームパーク（1997年）
- 群馬県立館林美術館（2001年）
- 東北公益文科大学（2001年）
- 東京国際フォーラム（サイン・リニューアル/2003年）
- 神奈川県立近代美術館 葉山（2003年）
- 島根県芸術文化センター グラントワ（2005年）
- 島根県立古代出雲歴史博物館（壁面サイン/2005年）
- 東京大学環境棟（柏キャンパス/2006年）
- 東京大学創立130周年記念［知のプロムナード］」（柏キャンパス/2008年）
- コンカード横浜（2008年）
- 甑葉プラザ（2010年）
- 東京工業大学附属図書館（大岡山/2011年）
- 鈴木大拙館（2012年）
- 刀剣博物館（2018年）
- The Okura Tokyo（2019年）
- 大倉集古館（2019年）
- 谷口吉郎・吉生記念 金沢建築館（2019年）
- 豊田市博物館（2024年）等

## 照明
- 東京国際フォーラム（地上広場「角柱型」照明＋ガラス棟「円筒型」照明《KY─T Louver 照明》/2003年）
- 《KY─T Louver 照明器具》（室内用3種「円筒型」/2004年）
- コンカード横浜（《KY─T Louver》「角柱型」/外部照明、照明柱/2008年）等

## 会場構成
- 「ミロ展」（会場構成/伊勢丹美術館/1980年）
- 「エゴン・シーレ」展（神奈川県立近代美術館/1986年）
- 「槇文彦展」（会場展示グラフィック/フランス、パリ、IFA/1987年）
- 「ドガ展」（会場構成/伊勢丹美術館/1988年）
- 「アメリカの時代展」（会場構成/伊勢丹美術館/1988年）
- 「アガム展」（会場構成/伊勢丹美術館/1989年）
- 「ルネ・マグリット展」（三越美術館/朝日新聞社/1994年）
- 「早川良雄、境界溶触の精神」（監修＋会場構成/ggg/2006年）
- 「ギャルリー・タイセイ 15年のル・コルビュジエへの眼差し」（会場構成/大成建設ギャルリー・タイセイ/2007年）
- 「福田繁雄展」（会場構成/ggg/2010年）
- 「棟梁堂宮大工の世界展」（会場構成/財団法人竹中大工道具館/ギャラリーエークワッド/2010年）
- 「サヴィニャック展」（監修＋会場構成/ggg/2011年）
- 「モホイ＝ナジ展」（会場構成/神奈川県立近代美術館/2011年）
- 「ウィーン工房1903─1932展」（会場構成/パナソニック汐留ミュージアム/2011年）
- 「ロトチェンコ展」（副監修＋会場構成/ggg/2012年）
- 「アフリカのビーズ展」（会場構成/神奈川県立近代美術館/2012年）
- 「書築」展（会場構成/ヒルサイドフォーラム/2012年）
- 「トマシェフスキ展」（監修＋会場構成/ggg/2013年）
- 「ギンザ・グラフィック・ギャラリー30周年記念展 明日に架ける橋展」（会場構成/ggg/2016年）
- 「ロマン・チェシレヴィチ展」（監修＋会場構成/ggg/2017年）
- 「ポーラ・シェア展」（会場構成/ggg/2019年）
- 「動きの中の思索―カール・ゲルストナー」（監修＋会場構成/ggg/2019年）
- 「ソール・スタインバーグ シニカルな現実世界の変換の試み」（監修＋会場構成/ggg/2021年）
- 「細谷巖 突き抜ける気配」（監修＋会場構成/ggg/2022年）
- 「宇野亞喜良 万華鏡」（会場構成/ggg/2022-2023年）
- 「ソール・スタインバーグ シニカルな現実世界の変換の試み」（監修＋会場構成/京都dddギャラリー/2023年）等

## 建築写真
- 『hiroba』（表紙写真/近畿建築士会協議会/1992─93年）
- 『豊田市美術館』（カタログ写真/豊田市美術館/1995年）
- 『Le Corbusier ル・コルビュジエ』展（カタログ一部写真/約100作品/毎日新聞社/1996年）
- 『アルヴァロ・シザ ドローイングの思考』（『建築文化』607号/全写真/1997年）
- 『Fumihiko Maki』（PRINCETON ARCHITECTURAL PRESS/一部写真/1997年）
- 『Hillside Terrace』（朝倉不動産/1997年）
- 「FH」Figurative Horizon Represent［全写真］
  - 『Giuseppe Terragni ジュゼッペ・テッラーニ』（1998年）
  - 『Johannes Duiker ヨハネス・ダイカー』（1999年）
  - 『Brinkman＆Van der Vlugt ブリンクマン＆ファン・デル・フルーフト』（2000年）
  - 『Hans Scharoun ハンス・シャロウン』（2004年）［いずれも/アー・ドゥ・エス パブリシング］
- 『建築東京』（表紙写真/東京建築士会/2001─10年）
- 『ダッチ・モダニズム』（『建築文化』654号/全写真/2001年）
- 「FH」Collection シリーズ［全写真］
  - 『Gerrit Thomas Rietveld』ヘリット・トーマス・リートフェルト（1993年）
  - 『Le Corbusier』ル・コルビュジエ（インド、チャンディガール/1994年）
  - 『Louis Kahn』ルイス・カーン（バングラデシュ国会議事堂/ダッカ/1995年）
  - 『Alvalo Siza』アルヴァロ・シザ（1996年）
  - 『Herzog＆de Meuron』ヘルツォーク、ドゥ ムーロン（1997年）
  - 『Peter Zumtor』ピーター・ズントー（1998年）
  - 『Johannes Duiker』ヨハネス・ダイカー（2000年）
  - 『Brinkman＆Van der Vlugt』ブリンクマン、ファン・デル・フルーフト（2001年）
  - 『Hans Scharoun ハンス・シャロウン』（2004年）［いずれもアー・ドゥ・エス パブリシング］等

## 著書・編著
- 『signe de B』（論考集/責任編集/1─11号/ニュープリンス観光バス/1990─94年）
- 『平面 空間 身体』（誠文堂新光社/2000年）
- 『多中心の思考』（誠文堂新光社/2001年）
- 『空間 建築 身体』（エクスナレッジ/2004年）
- 『建築 触媒 身体』（エクスナレッジ/2006年）
- 『日本のデザインの黎明期の証人─早川良雄』（トランスアート/2006年）
- 『空間と形に感応する身体』（共編/東北大学出版会/2010年）
- 『視触 多中心・多視点の思考』（左右社/2014年）

### 共編著
- 『森羅映像 <映像の時代>を読み解くためのヒント』（吉田直哉著 矢萩写真/文芸春秋/1994年）
- 『点在する中心−〈創造〉をめぐる10の対話』（水沢勉との共編/春秋社/1995年）
- 『早川良雄 日本のデザイン黎明期の証人』（企画構成 DNPグラフィックデザイン・アーカイブ/ggg books別冊/2006年）
- 『空間と形に感応する身体』（栗原隆、辻元早苗との共編/東北大学出版会/2010年）